# Сайтё

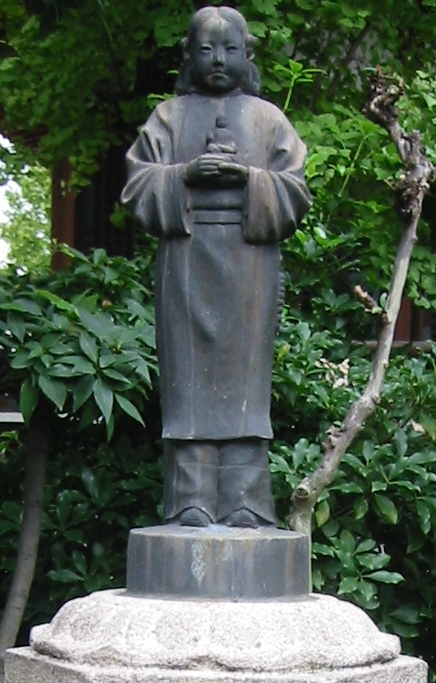
Статуя Сайтё в храме Хосякудзан Нофуку-дзи (宝積山 能福寺) в Кобэ

Сайтё (яп. 最澄 Сайтё:, буквально «высшая ясность», 19 сентября 767 — 26 июня 822) — японский буддийский основатель школы тэндай-сю на основе одноимённой китайской школы тяньтай. Он основал на горе Хиэй около Киото монастырь Энряку-дзи, чтобы молиться о мире. После смерти он получил титул Дэнгё-дайси (яп. 伝教大師 Дэнгё:-дайси).

## Биография
Сайтё родился в благочестивой буддийской семье китайского происхождения. Он стал священнослужителем школы кэгон-сю в центральном храме Тодай-дзи в Наре. Он разочаровался в столице и столичных интригах и битвах и решил основаться в горах, перебравшись на гору Хиэй, где основал Энряку-дзи, ставший потом крупнейшим монастырём. Он заинтересовался текстами школы Тяньтай, которые привёз в Японию ранее Гандзин.
В 794 году при императоре Камму новой столицей стал город Хэйан-кё — современный Киото. Император искал учёных монахов. Он вызвал Сайтё и отправил его вместе с группой монахов в Китай, чтобы изучать буддизм. Сайтё попал в школу тяньтай-цзун на горе Тяньтай, где получил ординацию и вернулся в Японию в 806, привезя с собой большое количество буддийских сутр и комментариев.
В 806 году Сайтё основал школу тэндай-сю в Японии, но монахи этой школы вынуждены были направляться за ординацией в Нару. В 807 году Сайтё, опираясь на поддержку императора Камму, ординировал сто учеников. Монахи обязаны были провести двенадцать лет в строгой дисциплине, медитациях и обучении. Лучшие ученики получали места в монастыре, другие получали должности при правительстве и дворе.
При императоре Сага в 822 году новая школа получила право самостоятельно проводить ординацию монахов, это произошло через неделю после смерти Сайтё. Преемником Сайтё был монах Гисин, которому наследовал Эннин, создавший храм памяти Сайтё.